# 奇普·沃尔特
奇普·沃尔特（英語：William J. (Chip) Walter Jr.，1951年5月23日—）是一位美国记者和作家，曾任CNN主管，主要科普作品有《重返人类演化现场》（Thumbs, Toes, and Tears: And Other Traits That Make Us Human）、《仅存的猿》（Last ape standing）等。